# Copford Green
Copford Green – wieś w Anglii, w hrabstwie Essex, w dystrykcie Colchester. Leży 27 km na północny wschód od miasta Chelmsford i 76 km na północny wschód od Londynu.